# Camille Catala

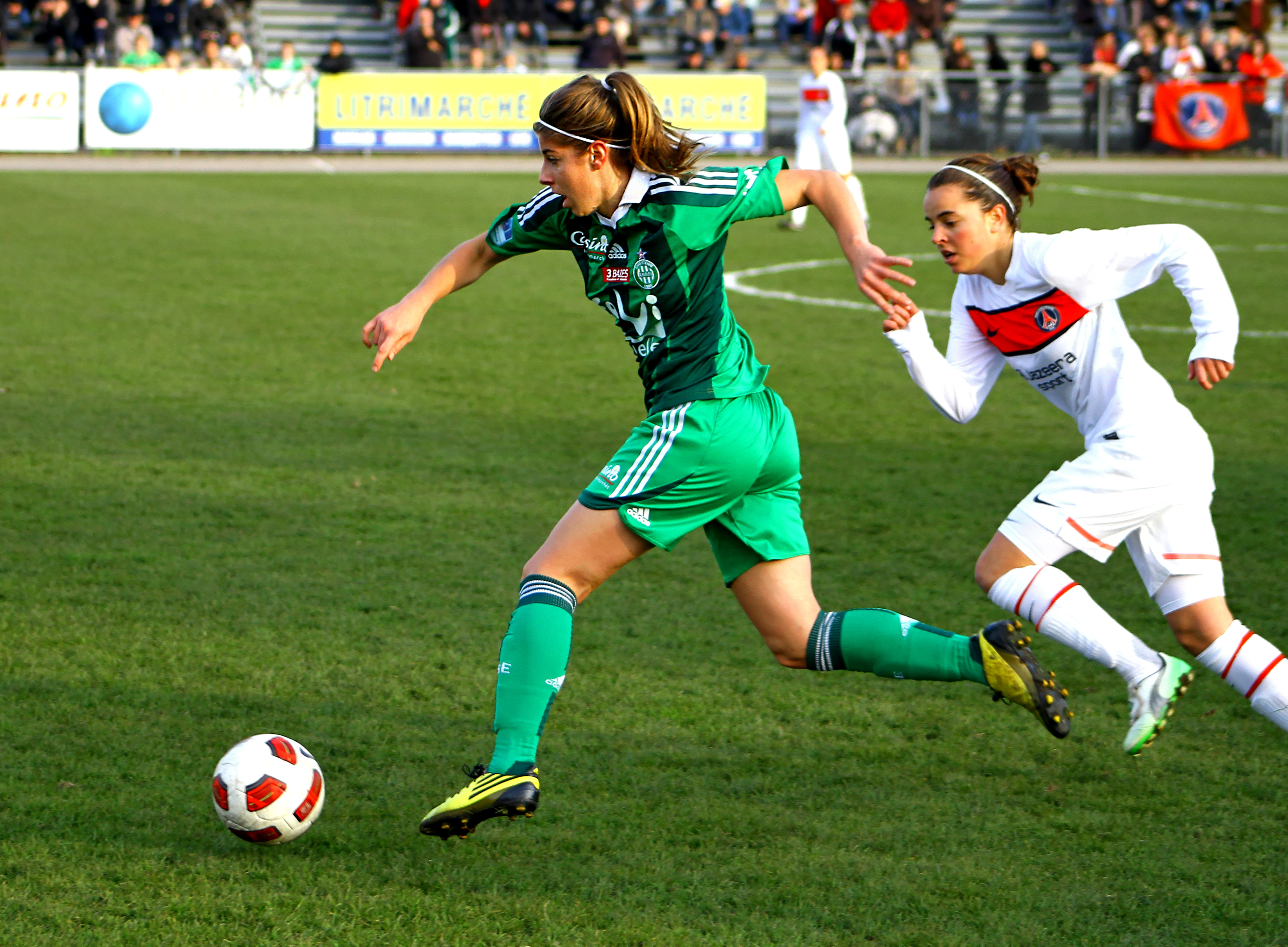
Camille Catala (links, 2011)

Camille Catala (* 6. Mai 1991 in Montpellier) ist eine ehemalige französische Fußballspielerin.

## Vereinskarriere
Die offensive Mittelfeldspielerin begann ihre Vereinskarriere als Jugendliche in ihrer Herkunftsregion, dem Languedoc, bei der AS Saint-Christol-les-Alès. 2008 holte der Erstdivisionär Racing Club Saint-Étienne die gerade erst 17-Jährige in seinen Kader; dort bestritt sie schon in ihrer ersten Saison 15 Punktspiele und erzielte einen Treffer. In den beiden folgenden Saisons – die Frauenteams von Racing hatten sich zwischenzeitlich der AS Saint-Étienne angeschlossen – stand sie jeweils in sämtlichen 22 Ligaspielen der Verts auf dem Platz. Mit dem Endspielsieg gegen HSC Montpellier im Landespokal gelang ihr 2011 der Gewinn ihres ersten nationalen Titels; dabei hatte sie im entscheidenden Elfmeterschießen den Ball nicht an Montpelliers Nationaltorfrau Céline Deville vorbeigebracht. Auch in der Saison 2011/12 war Catala Stammspielerin und hat in 22 Begegnungen 13 Treffer erzielt. 2012 wechselte sie zu Juvisy FCF. Mit ihrem neuen Verein erreichte sie im Frühjahr 2013 das Halbfinale der UEFA Women’s Champions League; in diesem Wettbewerb hatte sie selbst zwei Treffer für Juvisy erzielt.
Seit der Juvisy FCF 2017 mit dem Paris FC fusionierte, spielte Camille Catala für den Hauptstadtklub. Bei diesem beendete sie 2021 ihre aktive Laufbahn.

### Stationen
- AS Saint-Christol-les-Alès (bis 2008)
- Racing Club Saint-Étienne (2008/09)
- AS Saint-Étienne (2009–2012)
- Juvisy FCF (2012–2017)
- Paris FC (2017–2021)

## Als Nationalspielerin
In den französischen Auswahlteams hat Camille Catala bereits etliche internationale Erfahrungen gesammelt: vier Spiele in der U-17, 19 Spiele mit vier eigenen Treffer in der U-19 und vier Spiele in der U-20. 2008 stand sie in Frankreichs U-17-Aufgebot bei der Jahrgangs-Weltmeisterschaft in Neuseeland; 2010 hat sie mit dem französischen U-20-Nationalteam an der Weltmeisterschaft in Deutschland teilgenommen, wurde auch dort in zwei Spielen berücksichtigt. Dennoch mussten die Französinnen damals, wenn auch nur aufgrund der schlechteren Tordifferenz gegenüber Kolumbien, die vorzeitige Heimreise antreten. Dafür gewann sie bei der U-19-Europameisterschaft 2010 in Mazedonien mit der französischen Elf den kontinentalen Titel, wozu sie in vier Turniereinsätzen wiederum ein Tor beitrug.
Zur Frauenweltmeisterschaft 2011 hatte Trainer Bruno Bini Camille Catala erstmals in sein erweitertes Aufgebot berufen, dann allerdings nicht mit nach Deutschland genommen. Sie debütierte aber Ende Oktober bei einem Europameisterschafts-Qualifikationsspiel der A-Nationalelf gegen Israel. Beim Turnier auf Zypern 2012 stand sie in einem Kader mit mehreren ihrer Mitspielerinnen bei den internationalen Jugend- und Juniorinnen-Meisterschaften, so Laëtitia Philippe, Kelly Gadéa und Marina Makanza. Sie gehörte zum französischen Olympiaaufgebot 2012 und brachte es bei diesem Turnier auf zwei Kurzeinsätze mit einem Treffer. Ebenso berief Trainer Bini sie in das EM-Aufgebot 2013 und wechselte sie in Schweden in zwei der vier Begegnungen ein. Binis Nachfolger Philippe Bergeroo hingegen verzichtete vollständig auf ihr Mitwirken.
Im Oktober 2016, gut drei Jahre nach ihrem letzten A-Länderspiel, fand Camille Catala beim neuen Nationaltrainer Olivier Echouafni wieder Berücksichtigung im französischen Kader, zuletzt auch beim SheBelieves Cup 2017 und im Europameisterschaftsaufgebot Frankreichs, und auch Echouafnis Nachfolgerin Corinne Diacre setzt weiterhin auf sie. Bisher hat sie 30 A-Länderspiele (drei Treffer) absolviert. (Stand: 23. Oktober 2017)

## Palmarès
- Französische Pokalsiegerin: 2011
- Europameisterschaftsteilnehmerin: 2013
- U-19-Europameisterin: 2010